# Richmond Iron Works
Richmond Iron Works war ein US-amerikanisches Unternehmen, das auch Automobile herstellte.

## Unternehmensgeschichte
Das Unternehmen wurde je nach Quelle 1829 oder 1843 gegründet. Der Sitz war in Richmond in Virginia. Es kann auch als Zusammenschluss mehrerer kleinerer Unternehmen angesehen werden. Es war im Bereich Gießen tätig.
1910 fiel die Entscheidung, in die Automobilproduktion einzusteigen. Im gleichen Jahr entstand der erste Prototyp. Beteiligt waren M. A. Finn, M. J. Francis, H. H. McCurdy, R. Massie Nolting, W. P. Sessaussure, H. G. Wagner und W. H. Woody. 1911 begann die Vermarktung. Der Markenname lautete Virginian. Im Februar 1912 endete die Produktion infolge einer Insolvenz.
1923 wurde das Unternehmen aufgelöst.

## Fahrzeuge
Der Prototyp hatte einen Vierzylindermotor mit 40 PS Leistung.
In den Serienmodellen leistete der Motor 50 PS. Jeweils 127 mm Bohrung und Hub ergaben 6435 cm³ Hubraum. Die Motorleistung wurde über ein Dreiganggetriebe und eine Kardanwelle an die Hinterachse übertragen. Das Fahrgestell hatte 330 cm Radstand. Zur Wahl standen das Model A-50 als Torpedo-Tourenwagen mit sieben Sitzen und das Model AR-50 als Torpedo-Roadster mit vier Sitzen.